# 후각

사람의 후각 계통. 1: 후각신경구 2: 승모 세포 3: 뼈 4: 콧구멍 상피 5: 사구체 6: 후각 수용 세포

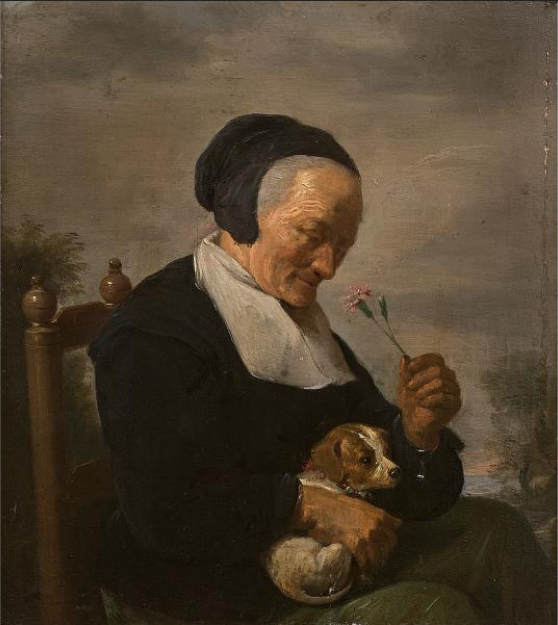
카네이션 냄새를 맡고있는 한 여성의 그림

후각(嗅覺)은 냄새를 맡을 수 있는 감각으로, 정확히는 공기 중의 화학 물질들을 감지하는 것을 말한다. 코로 맡을 수 있는 온갖 기운을 냄새 또는 내음이라고 한다. 먹을 수 있는 음식, 위험 요소, 페로몬 등을 감지하는 데 활용되며, 맛을 느끼는 데에도 중요한 역할을 한다.
후각은 일반적으로 화학 물질의 분자가 후각 세포를 자극하여 일어나는 감각으로, 곤충류와 척추동물에서 특히 발달되어 있다. 육상 척추동물의 후각기는 코로서, 기체 상태의 화학 물질이 흡기와 함께 콧속으로 들어오면, 후각 상피의 점액에 녹은 후 후세포를 자극하여 흥분을 일으킨다. 이 흥분이 후신경을 통해 대뇌에 전해져 후각을 느끼게 된다. 무척추동물 중 곤충류는 일반적으로 척추동물보다 후각이 예민하다. 많은 곤충류는 더듬이에 있는 무수한 감각털의 끝에 냄새를 맡는 부위가 있다.
인간의 경우, 냄새 분자가 비강에 있는 수용체와 결합하여 발생한 신호가 후각계를 통해 전달된다. 후각 수용체에 결합할 수 있는 분자들은 주로 휘발성 분자들이다. 이 신호는 사구체(glomeruli)에서 수용체의 신호를 모아 중추신경계의 일부인 후각망울(olfactory bulb)로 전달되며, 여기서 후각 정보는 냄새 식별, 기억, 감정을 담당하는 뇌의 부분들과 상호 작용하기 시작한다.
코나 후각 수용체의 손상, 후각상실증(anosmia), 상기도 감염, 외상성 뇌 손상, 퇴행성 질환등으로 후각에 문제가 발생할 수 있다.

## 관련 질병
다음은 후각과 관련한 질병이다.
- 후각상실증: 냄새를 맡을 수 없음.
- 후각 장애: 기억이나 예측과 다른 냄새를 맡음.
- 후각과민증: 비정상적으로 냄새에 반응.
- 후각감퇴증: 냄새를 맡는 능력이 감퇴함.
- 후각관계증후군(신체악취공포증): 심한 액취증이 있는 사람을 생각하게끔 하는 정신 질환
- 착후(착후각, 후각 착오): 본래 냄새 보다 더 역겹다고 느낌.[6]
- 환취증: 없는 냄새를 맡음.

## 같이 보기
- 대뇌 변연계
- 냄새